# Terphothrix limula
Terphothrix limula är en fjärilsart som beskrevs av Paul Dognin 1923. Terphothrix limula ingår i släktet Terphothrix och familjen tofsspinnare. Inga underarter finns listade i Catalogue of Life.